# Lingue mon khmer
Le lingue mon khmer formano assieme a quelle munda la famiglia linguistica austroasiatica.

## Distribuzione geografica
Le lingue mon khmer sono parlate da circa 90 milioni di parlanti così distribuiti:
- Lingue aslian: 50-60.000 parlanti principalmente nella penisola malese;
- Lingue mon khmer orientali: circa 15 milioni parlanti in Cambogia, Laos e Vietnam;
- Lingue mon khmer settentrionali: circa 3,5 milioni di parlanti fra India, Bangladesh, Laos, Vietnam, Tailandia, Cina e Birmania;
- Lingue moniche: circa 800.000 parlanti in Birmania e Tailandia;
- Lingue nicobaresi: circa 20.000 parlanti nelle isole Nicobare;
- Lingue palyu: circa 12.000 parlanti in Cina meridionale;
- Lingue viet-muong: circa 70 milioni parlanti in Vietnam con piccole comunità in Laos e Tailandia.

## Classificazione
Secondo la ONG SIL International, che studia e classifica le lingue delle minoranze etniche del mondo, gli idiomi mon khmer sono stati suddivisi in 7 gruppi principali:
- Lingue aslian (che comprende 18 idiomi)
  - Jah Hut (1)
  - Aslian settentrionali (8) fra cui il tonga e il semang;
  - Senoic (5)
  - Aslian meridionali (4) fra cui il semai;
- Lingue mon khmer orientali (67)
  - Lingue bahnariche (40)
  - Lingue katuiche (19)
  - Lingua khmer (2)
  - Lingue peariche (6)
- Lingue mon khmer settentrionali (40)
  - Lingue khasian (4)
  - lingue khmuiche (13)
  - lingue palaungic (22)
  - lingua mang
- Lingue moniche (2)
  - Lingua mon
  - Lingua nyahkur
- Lingue nicobaresi (6)
- Lingue palyu (2)
  - Lingua bolyu
  - Lingua bugan
- Lingue viet-muong (10)
  - Lingue chut (3)
  - Lingue cuoi (2)
  - Lingue muong 3)
  - Lingua aheu
  - Lingua vietnamita

## Storia
Sono la risultante dell'incontro nel sud-est asiatico tra gli idiomi e le culture dei regni di Funan, Chenla, Champa, Khmer e Dvaravati, che dominarono la regione nel I millennio d.C., e dei popoli che li formarono. Appartengono a questo gruppo circa 150 lingue del sudest asiatico, tra cui le principali sono il vietnamita, il mon della Birmania, attuale Myanmar, ed il khmer, lingua ufficiale della Cambogia.